# パルス (THE BACK HORNのアルバム)
『パルス』は、THE BACK HORNの7枚目のフルアルバム。2008年9月3日発売。DVD付初回限定盤と通常盤の2形態で発売。2014年4月9日に廉価で再発された。メジャー・デビュー後初めてオリコンチャートTOP5入りした。

## 収録曲
全作曲・編曲：THE BACK HORN
1. 世界を撃て (4:02)
作詞：菅波栄純
2. フロイデ (4:18)
作詞：岡峰光舟
3. 覚醒 (4:17)
作詞：菅波栄純
17thシングル。
4. さざめくハイウェイ (4:40)
作詞：山田将司
5. 鏡 (5:10)
作詞：山田将司
6. 白夜 (4:33)
作詞：菅波栄純
7. 蛍 (4:35)
作詞：松田晋二
8. グラディエーター (4:27)
作詞：松田晋二
9. 人間 (4:02)
作詞：菅波栄純
10. 罠 (4:21)
作詞：菅波栄純
16thシングル。
MBS・TBS系アニメ「機動戦士ガンダム00」初代エンディングテーマ。
11. 生まれゆく光 (5:22)
作詞：菅波栄純

## DVD
1. 罠（ミュージッククリップ）
2. 覚醒（ミュージッククリップ）
3. レコーディングドキュメント